# Yellow Submarine (chanson)
Pour les articles homonymes, voir Yellow Submarine.
Singles de The Beatles
Paperback Writer/Rain
(1966) Strawberry Fields Forever / Penny Lane
(1967)
Pistes de Revolver
Here, There and Everywhere She Said She Said
Yellow Submarine est une chanson des Beatles parue le 5 août 1966. Composée pour Ringo Starr, il s'agit d'une chanson pour enfants dans laquelle la mélodie du couplet est composée par John Lennon et celle du refrain par Paul McCartney. Les Beatles l'ont travaillée en studio les 26 mai et 1er juin 1966, la deuxième séance faisant appel à de nombreux amis du groupe, pour les chœurs et divers effets sonores.
Elle paraît, le même jour, sur l'album Revolver et en single « double face A », avec Eleanor Rigby. En dépit de sa forme peu conventionnelle et de son ton enfantin, la chanson parvient en tête des hit-parades. Elle devient une des chansons les plus connues du groupe, bien qu'elle soit parfois décriée.
Elle donne son nom au film d'animation, qui sort sur les écrans en 1968, et figure sur sa bande sonore sortie l'année suivante. On la trouve également sur plusieurs compilations. De nombreuses reprises ont été enregistrées, notamment en français sous le titre Le sous-marin vert.

## Historique

### Conception

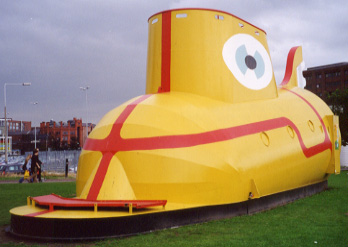
Une représentation du sous-marin jaune, à l'aéroport de Liverpool.

Lennon compose et enregistre en démo la mélodie du couplet avec les paroles « In the town where I was born, no one cares » dans une ambiance triste et mélancolique. Seule la première partie de ce vers sera retenue. Paul McCartney élabore les paroles et accélère le rythme pour en faire Yellow Submarine, une chanson pour enfants, dans le but de la confier à Ringo Starr, puisque la « tradition » était que le batteur du groupe chante un titre par album. Les mots utilisés sont simples, et le fameux refrain « We all live in a Yellow Submarine », facile à retenir et à chanter. Cette chanson marque en effet la période où les Beatles renversent le code établi voulant que seules des chansons d'amour arrivent dans les charts : après Paperback Writer qui initiait ce courant, cette nouvelle chanson fait également figure d'OVNI dans le monde de la pop britannique.
« J'étais allongé sur mon lit chez les Asher », la maison de la famille de ma petite amie de l'époque, Jane, raconte Paul McCartney, « et il y a, juste avant que l'on tombe dans le sommeil et juste après que l'on en est sorti, un agréable instant un peu irréel ; j'ai toujours aimé cette zone, vous dormez presque, vous vous êtes délesté de vos soucis de la journée et il y a ce petit moment de bonheur juste avant de sombrer dans le sommeil. Je me souviens de m'être dit, dans un de ces moments, qu'une chanson pour enfants serait une bonne idée, j'ai pensé à des images et la couleur jaune m'est apparue, puis un sous-marin, et je me suis dit « tiens, c'est pas mal, comme un jouet », une sorte de sous-marin jaune très enfantin, je pensais la donner à Ringo, ce qui s'est effectivement passé, alors je ne lui ai pas donné une étendue vocale immense. J'ai fait une petite mélodie dans ma tête et ai commencé à inventer une histoire de vieux marin qui raconterait à des gamins qu'il arrivait d'un endroit où il s'occupait d'un sous-marin jaune. Autant que je me souvienne, c'est une chanson de moi, écrite pour Ringo dans ce moment bizarre. Je crois que John a un peu contribué ; les paroles deviennent de plus en plus obscures au fur et à mesure que la chanson avance, mais le refrain, la mélodie et les couplets sont de moi. »
Comme l'explique McCartney, si la trame venait de lui, les paroles et le fond ont été approfondis en studio durant l'enregistrement, chacune des personnes présentes apportant sa pierre à l'édifice. Peu avant d'achever la chanson, Paul a également rendu visite à son ami le musicien Donovan, qui l'a aidé à terminer les paroles en lui suggérant le vers « Sky of blue, and sea of green, in a Yellow Submarine ». Lennon explique ainsi son point de vue : « Donovan a aidé pour les paroles, et moi aussi j'ai aidé pour les paroles. On a virtuellement donné naissance au morceau dans le studio, mais c'était fondé sur l'inspiration de Paul, l'idée de Paul, le titre de Paul — je la considère donc comme une chanson de Paul. »

### Enregistrement

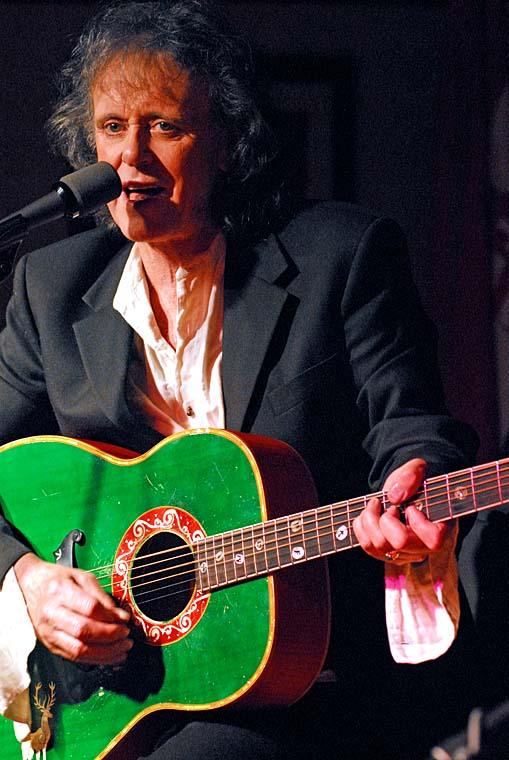
Donovan a aidé à l'écriture d'un vers.

L'enregistrement débute le 26 mai 1966 aux studios EMI d'Abbey Road. Le producteur habituel du groupe, George Martin, absent à cause d'une intoxication alimentaire, envoie donc celle qui doit devenir un mois plus tard son épouse, Judy, pour s'assurer que la séance se passe bien et que les Beatles disposent de tout ce dont ils ont besoin. L'ingénieur du son Geoff Emerick raconte : « ils se conduisaient comme des écoliers avec un prof remplaçant ». Il en découla beaucoup de facéties — que George Martin n'aurait pas tolérées — et les répétitions prirent donc plus de temps que la séance elle-même. La journée est consacrée à l'enregistrement d'une piste rythmique avec les guitares et la batterie, qui est bouclé en quatre prises. Le chant de Ringo Starr et les harmonies vocales des trois autres Beatles sont ensuite enregistrés en superposition. Une maladresse du batteur, appréciée par les autres membres du groupe, est conservée durant l'enregistrement ; c'est ainsi que le vers « every one of us has all he needs » (« chacun de nous a ce qu'il lui faut ») devient « every one of us has all we need » (« chacun de nous a ce qu'il nous faut »).
Le travail se poursuit le 1er juin, avec la participation de Brian Jones, Mick Jagger, Marianne Faithfull et Pattie Boyd. Parmi les chœurs et les percussions, on retrouve notamment Mal Evans et Neil Aspinall, deux employés et proches du groupe. La séance de cette journée a pour but d'ajouter les effets sonores divers et variés sous la houlette de George Martin. Le tout se déroule dans une ambiance particulièrement débridée, avec tous les instruments sortis des placards, ainsi que diverses bandes, tandis que les musiciens fument en cachette de la marijuana. Alf Bicknell, le chauffeur des Beatles, agite de vieilles chaînes, tandis que Brian Jones des Rolling Stones tapote sur un verre. John Lennon fait des bulles avec une paille dans un seau d'eau et Paul et lui improvisent, dans le plus pur esprit nonsense, des mots comme « À toute berzingue, Monsieur Bosun ! ». Un très grand nombre d'effets sont ainsi enregistrés, même si beaucoup n'apparaissent pas dans la version définitive de la chanson, par exemple un passage parlé de Ringo Starr qui devait ouvrir la chanson. De même, Geoff Emerick raconte comment, pour donner un air sous-marin à la voix de Lennon, ils ont tenté de placer un micro étanché avec un préservatif dans une bouteille remplie d'eau, sans grand succès, et au risque d'électrocuter le chanteur, ce dont ils n'ont pris conscience que bien après.
Les techniciens des studios Abbey Road assistent à une scène délirante, une fois l'enregistrement achevé : Mal Evans, tapant sur une grosse-caisse en bandoulière, marchant à la tête d'une joyeuse troupe en rang qui s'époumone en chantant « We all live in a yellow submarine ».
Tirée de la compilation d'effets sonores volume 46 des studios Abbey Road, un court extrait de la pièce musicale militaire française Le rêve passe, d'un style brass band, a été intégré à la chanson. La bande a été ralentie et éditée afin qu'elle s'intègre bien à la tonalité et au rythme.
Le lendemain, tandis que le groupe enregistre I Want to Tell You, George Martin, Geoff Emerick et son assistant Phil McDonald réalisent un mixage mono de la chanson. Ce travail se poursuit dans les jours qui suivent, et est achevé en version stéréo le 22 juin. Par erreur, McDonald supprime les chœurs des débuts de couplets. La fureur de Lennon n'est évitée que par un mensonge de Martin qui parvient à compenser le problème.

### Parution et réception
Yellow Submarine sort au Royaume-Uni en single double face A avec Eleanor Rigby, le 5 août 1966. Il s'agit ainsi de la seule face A des Beatles chantée par Ringo Starr. Le même jour sort également l'album Revolver, sur lequel la chanson figure en sixième position. Il s'agit de la première fois que les Beatles publient le même jour un album et un single issu de celui-ci. Les deux disques atteignent le sommet de chacun des charts courant août. Avec Michelle la même année et All You Need Is Love l'année suivante, c'est l'une des trois chansons du groupe qui atteindra le sommet des ventes en France.

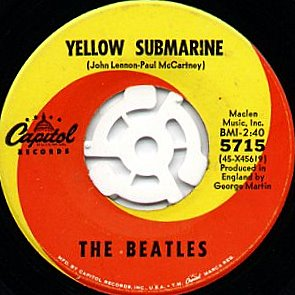
Le 45 tours américain publié par Capitol Record avec son étiquette caractéristique.

Aux États-Unis, les deux disques sortent trois jours plus tard, le 8 août. Bien que l'album présente une configuration différente, la chanson y est toujours présente. La montée dans les charts est légèrement moins glorieuse qu'en Grande-Bretagne, puisque le single n'atteint que la deuxième place, derrière You Can't Hurry Love des Supremes. Un argument parfois avancé, pour expliquer ce recul des ventes, concerne la phrase de John Lennon au sujet de Jésus-Christ qui avait entraîné une importante vague de protestation dans le pays.

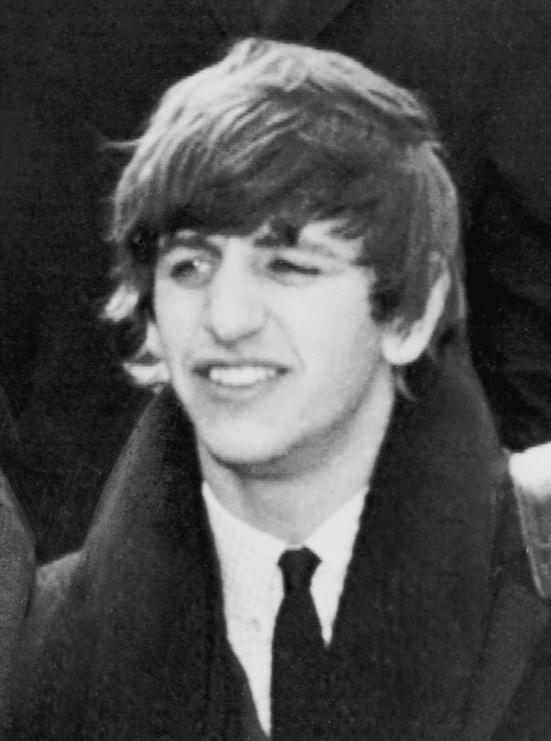
Yellow Submarine est la seule face A d'un single des Beatles à avoir été interprétée par Ringo Starr.

Du point de vue critique, c'est l'auteur Mark Lewisohn qui explique le mieux l'opposition qui se crée autour de la chanson, entre ceux qui l'admirent et ceux qui la détestent : « C'est soit une chansonnette faiblarde digne d'un groupe de l'Armée du salut, soit un morceau subtil et contagieux de musique pop qui est certain de plaire aux enfants, aux grands-mères et à plein d'autres en plus. » Comme ce fut le cas pour de nombreuses autres chansons atypiques des Beatles (Fixing a Hole, Lucy in the Sky with Diamonds, etc.), le public et la presse se sont aussi interrogés sur d'éventuelles références à la drogue. En effet, peu après la sortie de la chanson, des capsules de nembutal, un barbiturique, commençaient à être connues sous le nom de « yellow submarines ». Paul McCartney, s'il n'a jamais nié sa consommation de drogues à l'époque et l'aide créative qu'elle a apportée au groupe, a toujours réfuté cette idée : « Il s'agit vraiment d'une chanson pour enfants ».
Yellow Submarine apparaît également sur plusieurs compilations officielles du groupe, ainsi que sur l'album de la bande originale du film du même nom, qui paraît début 1969. On la trouve notamment sur l'album rouge, qui retrace les hits du groupe de 1962 à 1966, ainsi que sur 1, qui reprend tous les singles numéro un des Beatles. Aucune version alternative de la chanson n'apparaît sur les albums de la série Anthology parus en 1996, mais une prise est cependant sortie à la même époque sur le CD single de la chanson Real Love, présentant de nouveaux effets, notamment la partie parlée de Ringo Starr.
Deux bandes de travail de la chanson sont incluses dans Sessions Two, un des disques de suppléments de la réédition de l'album Revolver paru en 2022, dont la première sur laquelle on entend John Lennon chanter l'introduction de la chansons dans une ambiance triste avec des paroles différentes; « In the town where I was born, no one cared, no one cared ». La prise 4, celle entendue sur l'album, est aussi incluse sans les effets sonores en plus d'un remixage avec les effets sonores plus en évidence sur laquelle on rajoute l'introduction parlée de Starr.

## Analyse musicale
Yellow Submarine adopte une forme assez classique, d'un point de vue strictement musical. Comme le note le musicologue Allan Pollack, la structure des parties de guitare tend au simplisme, avec des suites d'accord majeurs basiques : sol, ré, do sur les couplets, ré et la pour les refrains. Les guitares sont accordées de façon à sonner un demi-ton en dessous de la note jouée. Selon lui, c'est une force de cette chanson que d'avoir utilisé cette forme basique pour mettre en valeur le reste. Après un début où Ringo Starr commence à chanter seul, les instruments se joignent progressivement à lui, ainsi que des bruitages comme celui de la mer, puis des bruits de fête et de fanfare, pour finir par un dernier refrain repris en chœur accompagné d'une forte grosse caisse et d'une avalanche d'effets.
Geoff Emerick, qui a assisté d'un bout à l'autre à la naissance de la chanson, explique à quel point le processus créatif a été totalement anarchique, donnant lieu à un amas de différentes sections, même si le résultat final semble particulièrement organisé. « Même si le morceau paraît très construit, il s'est en réalité fait sur l'inspiration du moment — John et les autres tout bonnement en train de s'éclater. Et, malgré le chaos, cela a fonctionné. » Il explique ainsi que le passage joué par une fanfare de cuivres a été placée pour combler un vide entre deux mesures destinées à un solo de guitare. Le producteur George Martin n'ayant pas envie de passer trop de temps à attendre que George Harrison ait élaboré son solo, a décidé de le remplacer par autre chose. Paul McCartney a suggéré l'idée d'une fanfare. Martin et Emerick ont alors, selon ce dernier, découpé en morceaux la bande d’enregistrement des cuivres copiée d'un disque de marches militaires, puis les ont recollés aléatoirement, afin de ne pas avoir à payer de droits d'auteurs. Le producteur raconte pour sa part qu'une réelle fanfare a joué pour l'enregistrement.
Le morceau entier est porté par son refrain repris en chœur, accompagné de sons divers évoquant un moteur de sous-marin, et notamment Lennon criant des ordres d'une voix lointaine comme dans la marine ancienne, ainsi que des bruits de repas festif et de vagues. Le tout donne un ensemble qu'Allan Pollack juge particulièrement audacieux : « Quelqu'un d'autre que les Beatles aurait pu s'en sortir comme ça ? Essayez d'imaginer Yellow Submarine comme première ou deuxième chanson d'un groupe anonyme. » Avec les chansons innovantes de ce single et de l'album Revolver les Beatles quittent en effet les codes du rock'n'roll de leurs débuts et poursuivent la percée dans le monde de l'art et des expérimentations musicales qu'ils avaient initiées avec l'album Rubber Soul.

## Reprises

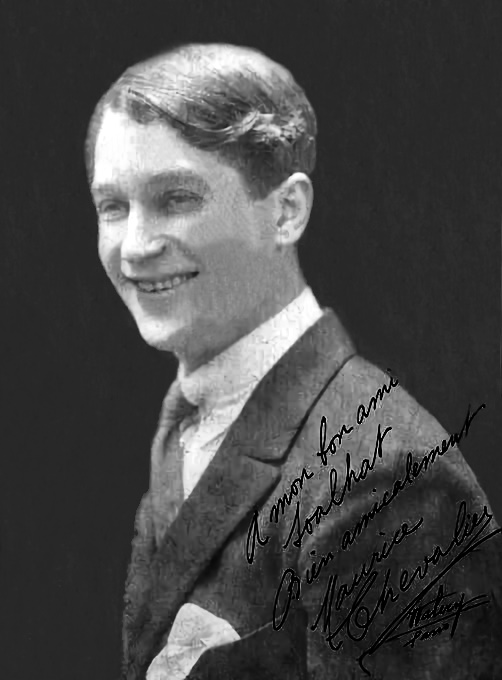
Maurice Chevalier est l'auteur d'une des reprises de la chanson.

Beaucoup de reprises de Yellow Submarine ont été enregistrées : Daniel Ichbiah cite le nombre de 200, dont beaucoup par des artistes peu connus. De nombreuses ont vu le jour dans les mois qui ont suivi la sortie de la version des Beatles. C'est notamment le cas de l'adaptation française de la chanson par Jean Broussolle, Le sous-marin vert, chantée par Maurice Chevalier et par Les Compagnons de la chanson. 
Un enregistrement de type brass band, produit par Paul McCartney pour le Black Dyke Mills Band, a été effectué le 30 juin 1968 et parait sur la face B d'un single parmi les quatre premiers d'Apple Records (inclus dans le boîtier promotionnel Our First Four), publiés le 26 août aux États-Unis et le 6 septembre au Royaume-Uni. Sur la face A, on entend Thingumybob, une composition originale du beatle, créditée comme toujours à Lennon/McCartney, qui sert d'indicatif musical pour l'émission de télévision britannique homonyme de la Yorkshire Television.
Parmi les autres reprises, on compte également celle de Cathy Berberian sur l'album Beatles Arias (1967), Stu Phillips & The Hollyridge Strings sur The Beatles Songbook vol. 4 (1967), Arthur Fiedler and the Boston Pops sur Plays the Beatles (1971), The Allen Toussaint Orchestra sur Beatles Songbook (1989) et Chris Eckman du groupe The Walkabouts sur Revolver Reloaded (2006). Les Bidochons l'ont parodié sous le titre Seau d'eau sous-marine.

## Postérité
Albert Uderzo et René Goscinny ont rendu un hommage à la chanson en forme de clin d'œil aux Beatles et à leur chanson fétiche lorsque, à partir de Astérix en Hispanie publié en 1969, ils baptisent Iélosubmarine l'épouse du très irascible poissonnier Ordralfabétix
Le sous-marin jaune est également entré dans les mémoires : lorsque l'idée de réaliser un dessin animé sur les Beatles a germé en 1967, c'est ce thème qui est retenu. Le film raconte donc le périple du groupe dans cet engin, et innove particulièrement par son psychédélisme. Une sculpture de 16 mètres du sous-marin, construite en 1984 par des apprentis du chantier naval Cammell Laird, originellement exposée au International Garden Festival (en) de Liverpool, orne maintenant le stationnement de l'aéroport John Lennon de cette ville.
Fin août 1973, le petit submersible civil Pisces III qui travaillait sur un câble de communication transocéanique coula à cent cinquante miles au large de Cork. Les deux marins piégés à bord, Roger Mallinson et Roger Chapman (en), n'avaient que soixante-quinze heures de survie devant eux et leur sauvetage devint une véritable sensation médiatique. Pour faciliter le repérage acoustique de leur engin, sur lequel il fallait fixer des élingues et des câbles, ils entonnèrent différents chants de marins traditionnels ainsi que cette célèbre chanson des Beatles. Ils furent finalement repêchés in extremis avec seulement 30 minutes d'oxygène encore disponible.
La firme Corgi Toys a édité et réédité une version jouet du sous-marin jaune des Beatles, tel qu'il apparaît dans le dessin animé qui a suivi le succès de ce tube planétaire avec des figurines représentant les « 4 garçons dans le vent » vêtus d'oripeaux aussi colorés que psychédéliques. Bien entendu c'est un objet de collection convoité par les fans dont l'original de 1968 peut atteindre de coquettes sommes dans les transactions entre particuliers.
La compagnie Lego a mis en vente en 2016, un ensemble de briques conçu par le designer Kevin Szeto avec la thématique du film Yellow Submarine. L'ensemble comprend le sous-marin, les figurines des quatre membres du groupe et Jeremy, le « Nowhere Man ».

## Fiche technique

### Interprètes
- Ringo Starr : chant, chœurs batterie, cris
- John Lennon :  chœurs, guitare acoustique, effets sonores (bulles), cris
- Paul McCartney : chœurs, basse, cris
- George Harrison : chœurs, tambourin, effets sonores (vagues)

Personnel additionnel :
- Brian Jones : ocarina, effets sonores (verre brisé), chœurs
- Neil Aspinall, Brian Epstein, Marianne Faithfull, George Martin : chœurs
- Mal Evans : grosse caisse, chœurs
- Pattie Boyd : chœurs, rires
- Geoff Emerick : bandes en boucles (fanfare), chœurs
- John Skinner, Terry Condon, Alf Bicknell : effets sonores (chaînes dans la baignoire)

### Équipe technique
- George Martin : production
- Geoff Emerick : production, ingénieur du son
- Phil McDonald : ingénieur du son assistant